# Red Rocket
Red Rocket é um filme de comédia dramática estadunidense de 2021 dirigido por Sean Baker e estrelado por Simon Rex. Estreou no Festival de Cinema de Cannes para concorrer à Palma de Ouro e foi lançado nos cinemas em 10 de dezembro de 2021, pela A24.

## Elenco
- Simon Rex como Mikey Saber
- Bree Elrod como Lexi, a ex-esposa de Mikey
- Suzanna Son como Strawberry, namorada de Mikey
- Brenda Deiss como Lil, a mãe de Lexi
- Judy Hill como Leondria
- Marlon Lambert como Ernesto, filho de Leondria e ex-colega de classe de Mikey
- Brittany Rodriguez como June
- Ethan Darbone como Lonnie, vizinho de Lexi
- Shih-Ching Tsou como Sra. Phan, chefe da Strawberry
- Parker Bigham como Nash, o ex-namorado de Strawberry
- Brandy Kirl como a mãe de Nash
- Dustin “Hitman” Hart como o pai de Nash

## Recepção
No Rotten Tomatoes, o filme tem 86% de aprovação com base em 72 críticas, com uma nota média de 8,1 de 10. O consenso crítico do site diz: "Liderado pelo desempenho magnético de Simon Rex, Red Rocket é outra visão vibrante da vida americana moderna do diretor/co-escritor Sean Baker".
Clayton Davis, da Variety, disse que o assunto abordado no filme pode ser um obstáculo, mas encorajou aos membros da Academia a nomear Rex, Baker e Bergoch ao Oscar.